# Phil Foden
Pour les articles homonymes, voir Foden.
Philip Foden, dit Phil Foden, né le 28 mai 2000 à Stockport en Angleterre, est un footballeur international anglais qui joue au poste d'ailier droit à Manchester City.

## Biographie

### Jeunesse
Foden naît à Stockport dans le Grand Manchester, l'aîné de six enfants de Phil et Claire Foden. Sa mère supporte Manchester City et son père United. Très jeune, il se rend aux matchs de City avec sa mère. Il commence à jouer au football avec les Reddish Vulcans, un club de Stockport, en 2007. Il se fait très vite remarquer par Manchester City et les rejoint en 2009. Foden étudie au collège privé St Bede.
Influencé par son père, il apprend la pêche durant son enfance, hobby qu'il exerce encore aujourd'hui. Durant la saison 2011-2012, il est ramasseur de balles au City of Manchester Stadium. Foden rejoint l'académie de Manchester City en juillet 2016, il est surnommé par ses coéquipiers de l'académie : "The Stockport Iniesta" au vu de sa technique balle au pied et de sa première touche de balle.

### Carrière en club

#### Saison 2017 - 2018, débuts professionnels

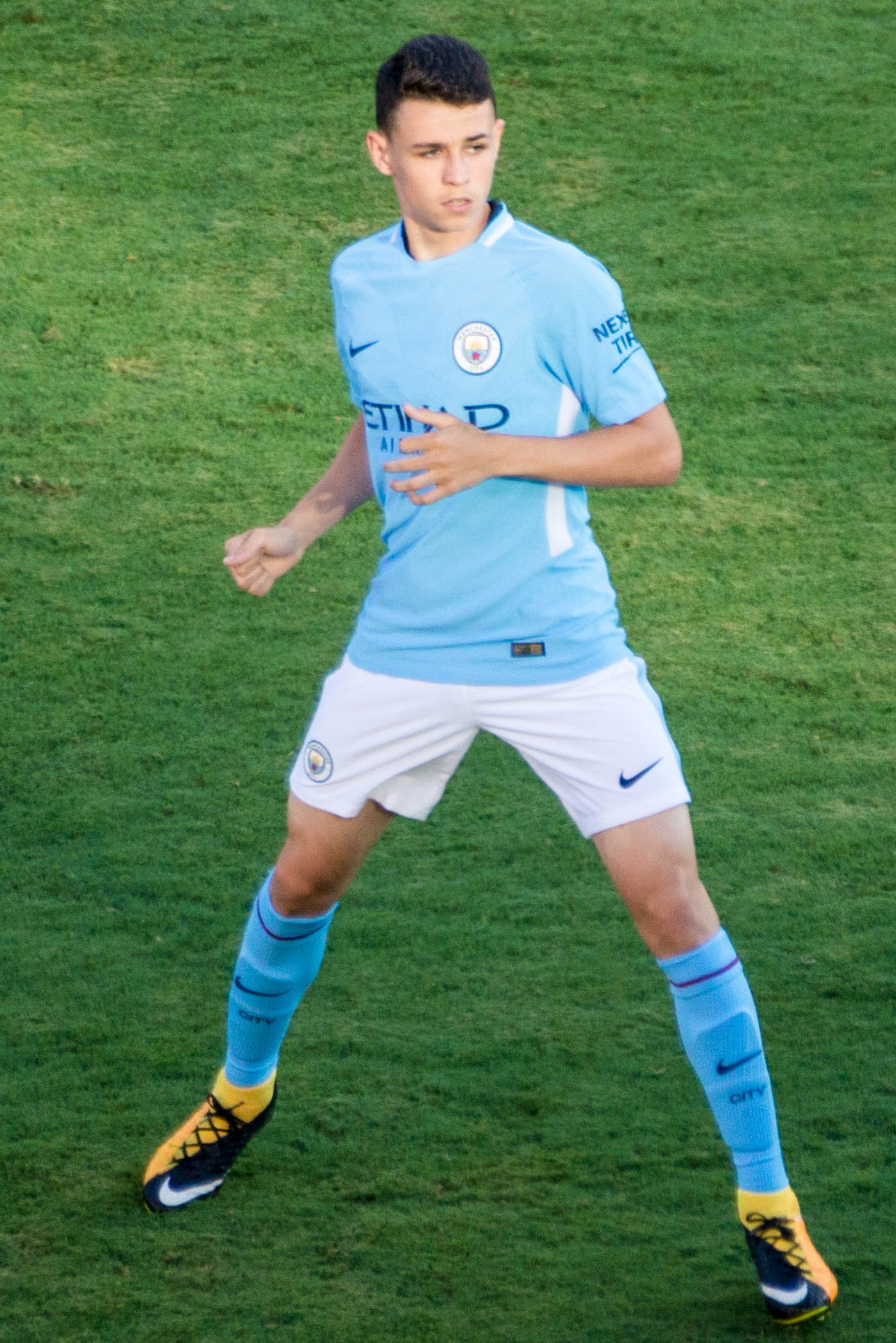
Foden jouant pour Manchester City en 2017.

Quand Pep Guardiola rejoint Manchester City en 2016, le directeur sportif Txiki Begiristain conseille à celui-ci d'observer Foden. L'entraîneur espagnol le fait dès lors s'entraîner avec l'équipe première. En décembre 2016, Foden figure sur le banc des remplaçants pour un match de Ligue des champions contre le Celtic, mais il n'entre pas en jeu. Le 21 novembre 2017, Phil Foden dispute sa première rencontre en équipe première à l'occasion d'un match de Ligue des champions face au Feyenoord Rotterdam (victoire 1-0), il est alors âgé de dix-sept ans. En février 2018, Foden délivre sa première passe décisive en Premier League pour le quadruplé de Sergio Agüero lors d'une victoire 5-1 contre Leicester City.
Guardiola aligne Foden dans quelques rencontres de la coupe de la ligue anglaise avec Manchester City, il la remporte cette même année avec son équipe.
Le 13 mai 2018, il est sacré champion d'Angleterre 2018 grâce à ses cinq apparitions en Premier League sous le maillot de City. Il devient alors le plus jeune joueur à devenir champion d'Angleterre depuis la création de la Premier League en 1992,.

#### Saison 2018 - 2019
Le 5 août 2018, Foden effectue une passe décisive pour Agüero lors du Community Shield contre Chelsea et contribue à la victoire de son équipe (2-0).
Le 20 avril 2019, à 3 journées de la fin du championnat, il inscrit le seul but de la rencontre de Manchester City face à Tottenham Hotspur, et devient le premier joueur né dans les années 2000 à marquer en Premier League, et le troisième plus jeune buteur de l'histoire de la Premier League.
Il est sacré pour la deuxième fois consécutive champion d'Angleterre, il remportera aussi la coupe d'Angleterre et la coupe de la ligue avec son équipe. Si l'on ajoute le Community Shield c'est un quadruplé historique pour Phil Foden et Manchester City. Il prend de l'importance dans l'effectif de Guardiola, puisqu'il conclut cette saison avec 26 titularisations, toutes compétitions confondues, soit 16 de plus que la précédente.

#### Saison 2019 - 2020
En ce début de saison, il remporte le Community Shield pour la seconde fois consécutive avec Manchester City, il participe et marque durant la séance de tir au but qui scelle le titre. C'est son 7ème trophée en club.
Le 1er octobre 2019, Foden marque son 1er but de la saison pour le 2ème match de la phase de groupe de ligue des champions, lors d'une victoire à domicile 2–0 contre le Dinamo Zagreb.
Foden apparaît pour la première fois cette saison en Premier League, le 15 décembre 2019, il délivre une passe décisive à Kevin De Bruyne dans la rencontre face à Arsenal at the Emirates Stadium qui se conclut sur une victoire pour les Citizens 3–0.
Le 1er mars 2020, il est titulaire pour la finale de la coupe de la ligue anglaise et il délivre une passe décisive pour Sergio Aguero à la 20e minute. Il a également été nommé homme du match. Il remporte ainsi son 8e trophée en carrière lors de la victoire de Manchester City 2-1 contre Aston Villa.
Le 17 juin 2020, la Premier League reprend après que la pandémie de COVID-19 ait mis la saison en suspens. Foden marque à la 91e minute du match face à Arsenal lors de la victoire de Manchester City 3-0 à l'Etihad. Le match suivant, Foden inscrit son premier doublé en Premier League et marque pour la première fois dans des matchs de championnat consécutifs lors de la victoire 5-0 de Manchester City sur Burnley à domicile. Le 2 juillet 2020, Manchester City a accueilli le nouveau champion Liverpool à l'Etihad. Foden marque et délivre une passe décisive à Raheem Sterling lors de la victoire de City 4-0.
La saison 2019-20 de Premier League s'est terminée le 26 juillet, et Foden a débuté lors d'une victoire 5-0 contre Norwich City, permettant à Manchester City de terminer la saison à la 2e place. Cette saison a toutefois été marquée par le départ de David Silva, l'idole de Foden, après 10 ans passés au club. En 2017, Foden a déclaré : " L'entraînement est plus rapide et ça a été génial de jouer avec Silva, c'est vraiment mon idole. J'essaie de regarder ce qu'il fait et d'apprendre de lui et d'essayer de faire les mêmes choses ". Foden a été pressenti pour prendre la relève de Silva, Pep Guardiola ayant déclaré que Manchester City avait " confiance " en Phil Foden pour le remplacer.
Foden a débuté son deuxième match à élimination directe de l'UEFA Champions League le 7 août 2020, contre le Real Madrid, aidant son équipe à gagner 2-1 (4-2 sur l'ensemble des deux matchs) et à se qualifier pour le quart de finale, où Man City s'est incliné dans la compétition. Il a terminé la saison avec 38 matchs joués, enregistrant 8 buts et 9 passes décisives dans toutes les compétitions.

#### Saison 2020 - 2021
Foden ouvre son compteur pour la saison 2020-21 contre Wolverhampton Wanderers lors de la première journée de Premier League, en marquant lors d'une victoire 3-1 à l'extérieur, le 21 septembre 2020. Il a marqué son deuxième but de la saison en championnat, contre West Ham, lors d'un match nul 1-1 au London Stadium, le 24 octobre 2020. Il a égalisé six minutes seulement après avoir remplacé Sergio Agüero à la mi-temps, en se retournant intelligemment pour convertir un centre de son coéquipier João Cancelo.
Foden a marqué son premier but de la saison en Ligue des champions de l'UEFA en Grèce contre l'Olympiacos, le 25 novembre 2020, une finition intelligente de l'intérieur de la surface après un bon centre de Raheem Sterling. C'est aussi le seul but de la rencontre qui offre la victoire à City qui se qualifie pour les huitièmes de finale pour la huitième saison consécutive.
Le 7 février 2021, Foden marque un but et fournit une passe décisive pour le but d'İlkay Gündoğan lors d'une victoire 4-1 à l'extérieur contre Liverpool, pour la première victoire de son équipe à Anfield depuis 2003.
Il se met en évidence lors des quarts de finales de la Ligue des champions 2020-2021 face au Borussia Dortmund en marquant à l'aller le 6 avril 2021 (victoire 2-1 de Manchester City) comme au retour le 14 avril suivant (1-2 pour Manchester City).
Le 21 avril 2021, Foden a reçu le prix de l'homme du match et a marqué contre Aston Villa à Villa Park, pour donner à Man City une victoire 2-1 et par la suite étendre leur avance, en tête du tableau, à 11 points. Il s'agit du 14e but de Foden toutes compétitions confondues et de son 7ème en Premier League, lors de la saison 2020-21. Quatre jours plus tard, Foden a remporté son 9ème trophée avec Manchester City en battant Tottenham Hotspur 1-0 en finale de l'EFL Cup, Foden ayant joué l'intégralité de la rencontre.
Le 12 mai, Foden a remporté son troisième titre de Premier League en quatre ans, alors que Manchester United était battu 2-1 par Leicester City.
Foden entre à nouveau dans l'histoire de Manchester City, qui atteint la finale de la Ligue des champions de l'UEFA pour la première fois après avoir battu le Paris Saint-Germain 4-1 sur l'ensemble des deux matches, avec une passe décisive pour Riyad Mahrez au match retour. Il est titulaire pour la première finale de l'histoire du club. Man City perd le match 1-0 contre Chelsea - la première défaite de Foden dans une finale au cours de sa carrière.
Il a été nommé dans l'équipe de l'UEFA Champions League de la saison et a remporté le titre de Jeune joueur de la Premier League de la saison, tout en étant nommé à la fois pour le joueur de l'année de la PFA et le jeune joueur de l'année de la PFA, remportant ce dernier prix.

#### Saison 2021 - 2022
La blessure de Foden avant la finale de l'Euro 2020 lui a fait manquer le début de la campagne de Premier League, n'étant pas impliqué contre Tottenham, Norwich City et Arsenal, tout en étant un remplaçant non utilisé contre Leicester City. Il débute, marque et fournit deux passes décisives et est élu homme du match lors de la victoire 6-1 en EFL Cup, contre Wycombe Wanderers.
Foden a marqué son premier but de la saison en Premier League le 3 octobre, lors d'un match nul 2-2 à Liverpool. Il a été élu homme du match lors d'un match de la phase de groupes de la Ligue des champions, contre le Club Brugge KV, il marque également lors du match retour.
Foden a inscrit un doublé lors d'une victoire 4-1 à l'extérieur contre Brighton & Hove Albion, tout en fournissant une passe décisive pour le but de Riyad Mahrez, en Premier League, ce qui lui a valu d'être élu homme du match. Il a également marqué le but de la victoire et a été élu homme du match lors d'une victoire 1-0 à l'extérieur contre Brentford. Foden a marqué deux fois en deux matchs, lors de victoires à l'extérieur contre Norwich City et le Sporting Lisbonne, respectivement les 12 et 15 février. Il a de nouveau marqué un but victorieux et a été élu homme du match à Everton lors d'une victoire 1-0 à l'extérieur le 26 février.
Foden a également marqué contre le Real Madrid, lors de la victoire 4-3 à domicile en demi-finale de la Ligue des champions, bien que le Real Madrid ait remporté le match retour 3-1 au Bernabéu, éliminant ainsi Manchester City de la compétition. Il a également participé à l'incroyable remontée de City contre Aston Villa, lors de la dernière journée, pour remporter le match 3-2 et par la même occasion le titre de Premier League, devant Liverpool.
Foden a terminé l'année avec 14 buts, dont neuf en Premier League. Il a également remporté le prix du Jeune joueur de l'année de la PFA, ainsi que le titre de Jeune joueur de la saison en Premier League pour la deuxième année consécutive. De plus, Foden a été nommé pour le titre de joueur de l'année de la PFA et pour le Ballon d'Or 2021-22.

#### Saison 2022 - 2023
Le 2 octobre 2022, Foden a inscrit le premier triplé de sa carrière lors de la victoire 6-3 à domicile contre Manchester United. Le 14 octobre 2022, Foden a signé une prolongation de trois ans de son contrat actuel, qui le maintient à Manchester City jusqu'en 2027.
Pour son retour de la Coupe du monde 2022, il retrouve le chemin des filets en marquant en FA Cup face à Chelsea lors de la victoire 4-0 de Manchester City. Il marque quelques jours plus tard en Premier League face à Bournemouth. Foden inscrit un doublé en FA Cup face à Bristol City. Il marque le premier but de la rencontre de Premier League face à Newcastle, le 4 mars, et contribue ainsi à la victoire de son équipe 2-0.
Il remporte cette année-là sa première Ligue des champions avec Manchester City.

#### Saison 2023 - 2024
Phil Foden est le deuxième joueur de l'effectif mancunien le plus utilisé par l'entraîneur Pep Guardiola derrière Rodri. Il est le deuxième meilleur buteur du club derrière Erling Haaland et le meilleur passeur décisif.
Il est également le joueur ayant le plus marqué hors de la surface toutes compétitions confondues dans les 5 grands championnats majeurs (6 buts) dont certains resteront mémorables comme celui du 3 mars 2024 face au rival Manchester United ou celui face au Real Madrid le 9 avril 2024 en quarts de finale aller de Ligue des Champions.
Le 18 mai 2024, Phil Foden est élu joueur de la saison 2023-2024 de Premier League.

### En équipe nationale
Foden participe au championnat d'Europe des moins de 17 ans en 2017 avec l'équipe d'Angleterre, qui échoue en finale de la compétition face à l'Espagne.
Titulaire lors de la Coupe du monde des moins de 17 ans la même année, il inscrit trois buts et est élu meilleur joueur du Mondial, que l'Angleterre remporte face à l'Espagne.
Le 11 octobre 2018, Foden participe à sa première rencontre avec l'équipe d'Angleterre espoirs lors d'un match comptant pour les éliminatoires de l'Euro 2019 contre Andorre. Il est titularisé lors de cette rencontre remportée par son équipe sur le score large de sept à zéro.
Le 27 mai 2019, il fait partie des vingt-trois joueurs sélectionnés pour participer à l'Euro espoirs 2019 avec l'équipe d'Angleterre.
Le 25 août 2020, Phil Foden est appelé pour la première fois avec l'équipe nationale d'Angleterre par le sélectionneur Gareth Southgate, pour les matchs de septembre. Il honore sa première sélection en étant titularisé le 5 septembre 2020 contre l'Islande. Il est ensuite remplacé par Danny Ings, et son équipe s'impose sur le score de un but à zéro. C'est également face aux Islandais qu'il inscrit ses deux premiers buts avec la sélection, le 18 novembre 2020, pour sa troisième apparition. Avec ses deux buts, il contribue grandement à la victoire de son équipe, qui s'impose par quatre buts à zéro.
En juin 2021, il figure dans la liste des 26 joueurs sélectionnés pour disputer l'Euro 2020.
Le 10 novembre 2022, il est sélectionné par Gareth Southgate pour participer à la Coupe du monde 2022. Remplaçant pour le premier match de la Coupe du monde 2022 de l'Angleterre, il fait son apparition à la 71e minute lors d'une victoire 6-2 contre l'Iran. Il marque le deuxième but de l'Angleterre à la 51e minute lors d'une victoire 3-0 contre le Pays de Galles. C'est son premier but dans un tournoi international majeur pour son pays. Contre le Sénégal, Foden réalise une passe décisive pour Harry Kane qui marque un but à la troisième minute de la prolongation de la première mi-temps. Il a ensuite réitérer une passe décisive, cette fois-ci, pour Bukayo Saka qui marque en deuxième mi-temps à la 57e minute,.
En juin 2024, il fait partie de la liste des 26 joueurs convoqués par Gareth Southgate pour disputer l'Euro 2024.

## Statistiques
| Saison                | Club                  | Championnat           | Championnat | Championnat | Championnat | Coupe nationale | Coupe nationale | Coupe nationale | Coupe de la Ligue | Coupe de la Ligue | Coupe de la Ligue | Supercoupe | Supercoupe | Supercoupe | Compétition(s) continentale(s) | Compétition(s) continentale(s) | Compétition(s) continentale(s) | Compétition(s) continentale(s) | Supercoupe UEFA | Supercoupe UEFA | Supercoupe UEFA | Coupe du monde des clubs | Coupe du monde des clubs | Coupe du monde des clubs | Angleterre | Angleterre | Angleterre | Total | Total | Total |
| Saison                | Club                  | Division              | M.          | B.          | P.d.        | M.              | B.              | P.d.            | M.                | B.                | P.d.              | M.         | B.         | P.d.       | Comp.                          | M.                             | B.                             | P.d.                           | M.              | B.              | P.d.            | M.                       | B.                       | P.d.                     | M.         | B.         | P.d.       | M.    | B.    | P.d.  |
| 2017-2018             | Manchester City       | Premier League        | 5           | 0           | 1           | 0               | 0               | 0               | 2                 | 0                 | 0                 | -          | -          | -          | C1                             | 3                              | 0                              | 0                              | -               | -               | -               | -                        | -                        | -                        | -          | -          | -          | 10    | 0     | 1     |
| 2018-2019             | Manchester City       | Premier League        | 13          | 1           | 0           | 3               | 3               | 0               | 5                 | 2                 | 1                 | 1          | 0          | 1          | C1                             | 4                              | 1                              | 0                              | -               | -               | -               | -                        | -                        | -                        | -          | -          | -          | 26    | 7     | 2     |
| 2019-2020             | Manchester City       | Premier League        | 23          | 5           | 2           | 4               | 1               | 3               | 5                 | 0                 | 2                 | 1          | 0          | 0          | C1                             | 5                              | 2                              | 2                              | -               | -               | -               | -                        | -                        | -                        | -          | -          | -          | 38    | 8     | 9     |
| 2020-2021             | Manchester City       | Premier League        | 28          | 9           | 5           | 5               | 2               | 0               | 4                 | 2                 | 2                 | -          | -          | -          | C1                             | 13                             | 3                              | 3                              | -               | -               | -               | -                        | -                        | -                        | 9          | 2          | 2          | 59    | 18    | 12    |
| 2021-2022             | Manchester City       | Premier League        | 28          | 9           | 5           | 4               | 1               | 2               | 2                 | 1                 | 2                 | 0          | 0          | 0          | C1                             | 11                             | 3                              | 2                              | -               | -               | -               | -                        | -                        | -                        | 7          | 0          | 4          | 52    | 14    | 15    |
| 2022-2023             | Manchester City       | Premier League        | 32          | 11          | 5           | 5               | 3               | 1               | 2                 | 0                 | 0                 | 1          | 0          | 0          | C1                             | 8                              | 1                              | 1                              | -               | -               | -               | -                        | -                        | -                        | 9          | 1          | 2          | 57    | 16    | 9     |
| 2023-2024             | Manchester City       | Premier League        | 35          | 19          | 8           | 5               | 2               | 1               | 1                 | 0                 | 0                 | 1          | 0          | 0          | C1                             | 8                              | 5                              | 3                              | 1               | 0               | 0               | 2                        | 1                        | 0                        | 16         | 1          | 0          | 69    | 28    | 12    |
| 2024-2025             | Manchester City       | Premier League        | 29          | 7           | 2           | 5               | 0               | 2               | 2                 | 0                 | 0                 | -          | -          | -          | C1                             | 9                              | 3                              | 1                              | -               | -               | -               | 4                        | 3                        | 1                        | 4          | 0          | 0          | 53    | 13    | 6     |
| Total sur la carrière | Total sur la carrière | Total sur la carrière | 193         | 61          | 28          | 31              | 12              | 9               | 23                | 5                 | 7                 | 4          | 0          | 1          | -                              | 61                             | 18                             | 12                             | 1               | 0               | 0               | 6                        | 4                        | 1                        | 45         | 4          | 8          | 364   | 104   | 66    |

## Palmarès

### En club
| Manchester City (18) |
| --- |
| - Championnat d'Angleterre (6) : - Champion : 2018, 2019, 2021, 2022, 2023 et 2024 - Vice-champion : 2020 - Coupe d'Angleterre (2) - Vainqueur : 2019, 2023 - Finaliste :2024, 2025 - Coupe de la Ligue anglaise (4) : - Vainqueur : 2018, 2019, 2020 et 2021 - Community Shield (3) : - Vainqueur : 2018, 2019, 2024 - Finaliste : 2021, 2022 et 2023 - Ligue des champions (1) : - Vainqueur : 2023 - Finaliste : 2021 - Supercoupe de l'UEFA (1) : - Vainqueur : 2023 - Coupe du monde des clubs (1) : - Vainqueur : 2023 |

### En sélection nationale
| Angleterre                        | Angleterre -17 ans                                                                  |
| --------------------------------- | ----------------------------------------------------------------------------------- |
| - Euro - Finaliste : 2020 et 2024 | - Coupe du monde -17 ans (1) : - Vainqueur : 2017 - Euro -17 ans - Finaliste : 2017 |

### Distinctions personnelles
- Membre de l'équipe-type du championnat d'Europe des moins de 17 ans en 2017
- Nommé meilleur joueur du championnat du monde des moins de 17 ans en 2017
- Nommé meilleur joueur de la Finale de la Coupe de la Ligue anglaise en 2020[40]
- Jeune joueur de l'année du championnat d'Angleterre PFA et POTS en 2021 et 2022[41],[42]
- Membre de l'équipe type de la Ligue des champions de l'UEFA en 2021 et 2024.
- Nommé au Ballon d’or en 2021 (25e)[43], en 2022 (22e)[44] et en 2024 (11e).
- Joueur de l'année FWA du championnat d'Angleterre en 2024.
- Joueur de la saison du championnat d'Angleterre en 2024.
- Joueur de l'année PFA du championnat d'Angleterre en 2024.
- Membre de l'équipe type de Premier League en 2024.